# تشيس غينتري
تشيس غينتري (بالإنجليزية: Chase Gentry)‏ هو لاعب كرة قدم أمريكي في مركز حراسة المرمى، ولد في 20 مارس 1997 في ويست كوفينا في الولايات المتحدة. لعب مع تولسا روناكس.